# Abigail y Brittany Hensel
Abigail «Abby» Loraine Hensel y Brittany «Britty» Lee Hensel (7 de marzo de 1990, Carver County, Minnesota, Estados Unidos) son gemelas siamesas bicefálicas.

## Órganos compartidos
Abby y Brittany poseen órganos individuales en la parte superior de su cuerpo mientras que comparten la mayoría de los órganos que se encuentran a nivel del ombligo o por debajo de éste, una excepción es la columna vertebral.
- 2 cabezas
- 2 brazos
- 2 médulas espinales
- 3 pulmones
- 2 mamas
- 2 corazones con un sistema circulatorio compartido.
- 1 hígado
- 2 estómagos
- 3 riñones
- 2 vesículas biliares
- 2 vejigas
- 1 caja torácica
- 1 intestino grueso
- 1 sistema reproductivo
- 1 pelvis
- 2 piernas

## Vida personal
Después de su nacimiento, el doctor les ofreció a sus padres la posibilidad de separarlas, sin embargo, estos se negaron debido al riesgo de que alguna o las dos siamesas murieran durante la operación. Empezaron su carrera como profesoras desde 2013, y actualmente realizan clases en Sunnyside Elementary en New Brighton, Minnesota. En marzo de 2024, se conoció que Abby se habría casado con Josh Bowling en 2021.

## Filmografía
La siguiente es una lista de documentales y otras apariciones en televisión.
| Fecha emisión           | Título                                           | Distribuidor           | Productor                                                   |
| ----------------------- | ------------------------------------------------ | ---------------------- | ----------------------------------------------------------- |
| 8 de abril de 1996      | The Oprah Winfrey Show                           | King World Productions | Harpo Productions                                           |
| 27 de marzo de 2003     | Joined for Life                                  | Discovery Channel      | Advanced Medical Productions, American Broadcasting Company |
| 17 de diciembre de 2006 | Joined for Life: Abby and Brittany Turn 16       | The Learning Channel   | Advanced Medical Productions                                |
| 19 de febrero de 2007   | Extraordinary People: The Twins Who Share a Body | Five (UK)              | One North                                                   |

### Vídeos disponibles en YouTube
- Abigail and Brittany Hensel "Due Ragazze con un corpo solo" (En inglés)
- Siamese Twin Girls (Hermanas siamesas) (En inglés)

- Datos: Q1639228